# Carvalhoma
Carvalhoma is een geslacht van wantsen uit de familie van de Miridae (Blindwantsen). Het geslacht werd voor het eerst wetenschappelijk beschreven door Slater & Gross in 1977.

## Soorten
Het genus bevat de volgende soorten:

- Carvalhoma malcolmae Slater & Gross, 1977
- Carvalhoma ovatum Namyatova & Cassis, 2016
- Carvalhoma parvum Namyatova & Cassis, 2016
- Carvalhoma taplini Slater & Gross, 1977
- Carvalhoma weiri Namyatova & Cassis, 2016